# Батанов, Николай Яковлевич
Николай Яковлевич Батанов (16 сентября 1916 года — 13 марта 1983 года) — первый секретарь Хайбуллинского райкома КПСС, Герой Социалистического Труда.

## Биография
Родился 16 сентября 1916 года в с. Берёзовка (ныне — Баландино Асекеевского района Оренбургской области).
В 1936 г. окончил Чкаловский (Оренбургский) учительский институт.
С сентября 1938 года по сентябрь 1946 года служил в Советской Армии на Дальнем Востоке, участвовал в войне с Японией.
С 1931 года — учитель Криволукской школы Бугурусланского района. В 1936—1938 гг. работал инспектором Давлекановского районного отдела народного образования, директором Болотинской семилетней школы Бузовьязовского района Башкирской АССР.
В ноябре 1946 года избран вторым секретарем Бузовьязовского райкома ВКП(б), в июле 1952 г. — первым секретарем Хайбуллинского райкома КПСС. В декабре 1962 г. избран секретарем парткома Кармаскалинского производственного колхозно-совхозного управления, в 1965 г. — первым секретарем Кармаскалинского райкома КПСС. С января 1972 г. по январь 1979 г. работал председателем парткомиссии при Башкирском обкоме КПСС.
Депутат Верховного Совета РСФСР пятого созыва (1959—1963), Верховного Совета Башкирской АССР четвертого, пятого, шестого, седьмого, восьмого, девятого созывов (1955—1980).
Умер 13 марта 1983 года в Уфе. Похоронен на Южном кладбище.

## Оценка деятельности
Н. Я. Батанов внес значительный вклад в освоение целинных и залежных земель. В 1952—1956 гг. под руководством Н. Я. Батанова в Хайбуллинском районе поднято 77 тысяч гектаров целинных земель, создано три новых целинных совхоза, заготовки зерна выросли в 2,6 раза.
В 1956 году колхозы и совхозы района с площади 133 521 гектар собрали 15,1 центнера хлеба с га, что составило 105 процентов к плану, всего сдали государству 1 015 тысяч центнеров зерна, на 384 тысячи центнеров больше, чем было сдано районом всего за последние три года.
За особые заслуги в освоении целинных и залежных земель, проведении уборки урожая и хлебозаготовок в 1956 г. Указом Президиума Верховного Совета СССР от 11 января 1957 года Н. Я. Батанову присвоено звание Героя Социалистического Труда.

## Награды
Герой Социалистического Труда (1957). Награждён орденами Ленина (1957), Октябрьской Революции (1971), Трудового Красного Знамени (1965), «Знак Почета» (1976), Красной Звезды (1945), медалями, почетными грамотами Президиума Верховного Совета Башкирской АССР (1966, 1976).